# Maria Giulia Confalonieri
Maria Giulia Confalonieri (Giussano, 30 maart 1993) is een Italiaans weg- en baanwielrenster die vanaf 2023 rijdt voor de Noorse wielerploeg Uno-X. 

## Carrière
Als junior werd ze wereldkampioene in de puntenkoers, als belofte Europees kampioene in de scratch en bij de elite werd ze Italiaans kampioene in de ploegenachtervolging. Op de weg won ze het jongerenklassement in de Giro della Toscana en behaalde ze verschillende podiumplaatsen in de Giro Rosa. Ze reed in 2015 voor Alé Cipollini, in 2016 en 2017 voor de Belgische wielerploeg Lensworld-Kuota, in 2018 en 2019 voor Valcar PBM en van 2020 tot 2022 voor Ceratizit-WNT.

## Palmares

### Baan

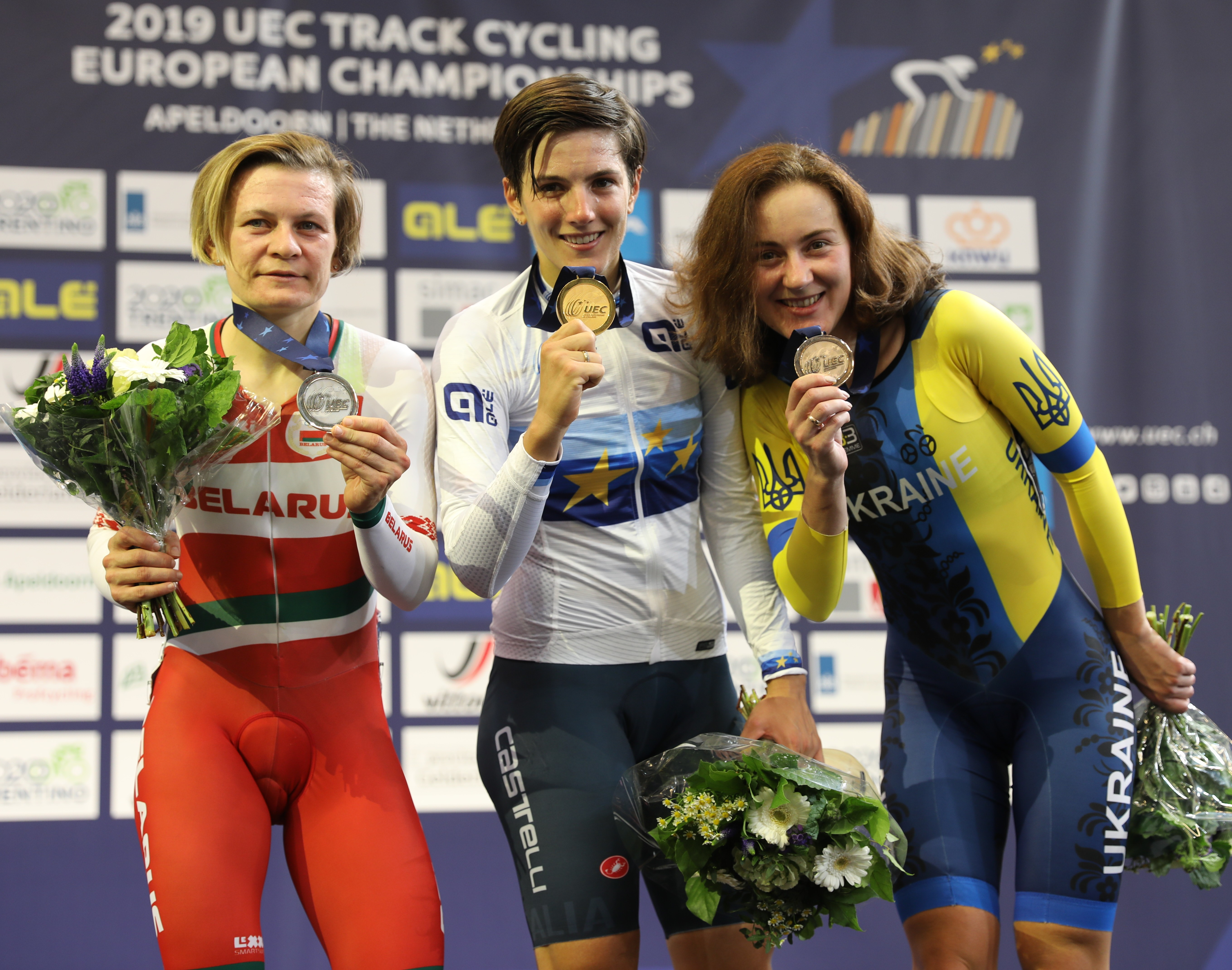
Europees kampioene puntenkoers in 2019

| Jaar | IK                                   | EK          | WK                                    | Overig                           |
| ---- | ------------------------------------ | ----------- | ------------------------------------- | -------------------------------- |
| 2012 | Ploegenachtervolging · Omium         |             |                                       | Cali: Ploegenachtervolging       |
| 2013 | Ploegenachtervolging                 |             |                                       |                                  |
| 2014 | Ploegenachtervolging · Achtervolging |             |                                       | 6daagse Fiorenzuola: Puntenkoers |
| 2015 |                                      |             |                                       |                                  |
| 2016 |                                      |             |                                       |                                  |
| 2017 |                                      | Afvalkoers  |                                       |                                  |
| 2018 |                                      | Puntenkoers | Koppelkoers (met Letizia Paternoster) |                                  |
| 2019 |                                      | Puntenkoers |                                       |                                  |
| 2020 |                                      |             |                                       | 6daagse Fiorenzuola: Koppelkoers |

#### Jeugd
Als juniore
 Wereldkampioene: 2011 (puntenkoers)
 Europees kampioene: 2011 (puntenkoers, ploegenachtervolging)
 Italiaans kampioene: 2010 (achtervolging, omnium), 2011 (ploegenachtervolging, scratch, puntenkoers)
Als belofte
 Europees kampioene: 2013 (scratch)

### Wegwielrennen
2011
Memorial Davide Fardelli, Junioren
2014

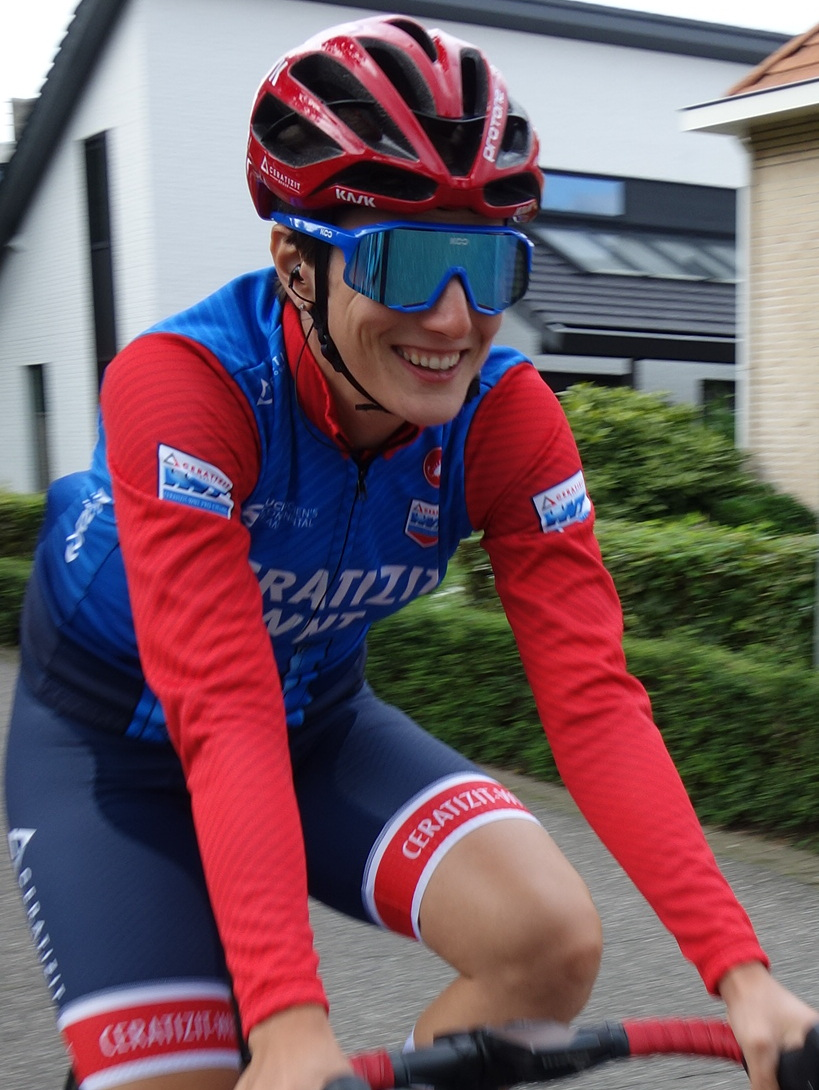
Confalonieri in de Simac Ladies Tour 2021

 Italiaans kampioenschap op de weg
2015
 Jongerenklassement Giro della Toscana
3e in etappe 1 Giro della Toscana
2016
2e in etappe 4 Giro Rosa
3e in etappe 8 en 9 Giro Rosa
2017
2e in Trofee Maarten Wynants
3e in Dwars door de Westhoek
3e in Gooik-Geraardsbergen-Gooik
2018
Puntenklassement Giro della Toscana
2e in eindklassement Giro della Toscana
2e in etappe 2 Giro della Toscana
2e in GP della Liberazione
3e in Omloop Het Nieuwsblad
2019
2e in 2e etappe Setmana Ciclista Valenciana
3e in 2e etappe GP Elsy Jacobs
2022
Eindklassement Tour de la Semois

#### Resultaten in voornaamste wedstrijden
| Jaar | Milaan-San Remo | Gent-Wevelgem | Ronde van Vlaanderen | Parijs-Roubaix | Luik-Bast.‑Luik | Omloop Het Nieuwsblad | Brabantse Pijl | Le Samyn |  | WK op de weg |
| ---- | --------------- | ------------- | -------------------- | -------------- | --------------- | --------------------- | -------------- | -------- |  | ------------ |
| 2014 |                 |               | opgave               |                |                 |                       |                |          |  |              |
| 2015 |                 |               | opgave               |                |                 | 61e                   |                |          |  |              |
| 2016 |                 | 23e           | 20e                  |                |                 |                       |                |          |  | 36e          |
| 2017 |                 | 6e            | 11e                  |                | 92e             |                       |                |          |  |              |
| 2018 |                 | 39e           | 61e                  |                | 84e             | ↑                     | 5e             |          |  |              |
| 2019 |                 | 27e           | 26e                  |                |                 |                       | 57e            |          |  |              |
| 2020 |                 | 18e           | 22e                  |                |                 |                       | 7e             |          |  |              |
| 2021 |                 | 38e           | 16e                  | 22e            |                 | 56e                   |                |          |  | 23e          |
| 2022 |                 | ↑             | 24e                  | 84e            |                 | 8e                    | opgave         |          |  |              |
| 2023 |                 | 20e           | 65e                  | 28e            |                 | 32e                   |                | ↑        |  |              |
| 2024 |                 | 5e            | opgave               | 26e            |                 |                       |                |          |  |              |
| 2025 | 69e             | 42e           |                      | 6e             |                 |                       |                |          |  |              |

### Resultaten in grote wielerrondes
| Jaar | Ronde van Italië | Ronde van Frankrijk | Ronde van Spanje |
| ---- | ---------------- | ------------------- | ---------------- |
| 2020 | 56e              | opgave              | 31e              |
| 2021 | 59e              |                     |                  |
| 2022 |                  | 75e                 | 39e              |
| 2023 | 81e              |                     |                  |
| 2024 |                  | 94e                 |                  |
| 2025 |                  | opgave              |                  |

## Ploegen
- 2012 –  Faren-Honda
- 2013 –  Faren-Let's Go Finland
- 2014 –  Estado de México-Faren
- 2015 –  Alé Cipollini
- 2016 –  Lensworld.eu - Zannata
- 2017 –  Lensworld - Kuota
- 2018 –  Valcar PBM
- 2019 –  Valcar-Cylance
- 2020 –  Ceratizit-WNT
- 2021 –  Ceratizit-WNT
- 2022 –  Ceratizit-WNT
- 2023 –  Uno-X Pro Cycling Team
- 2024 ―  Uno-X Mobility
- 2025 ―  Uno-X Mobility

Algisi · Bartelloni · Berlato · Cauz · Confalonieri · Cucinotta · Faure · Fernandes · Fidanza · Frapporti · Jasińska · Muccioli · Olds · Oliveira · Rossato · Tagliaferro
Asencio · Brauße · Brennauer · Confalonieri · Hammes · Koster · Leth · Magnaldi · Rijkes · Santesteban · Soet · Teutenberg · Vieceli · Wild
Asencio · Banks · Brauße · Brennauer · Confalonieri · Hammes · Henttala · Lach · Leth · Magnaldi · Rijkes · Teutenberg · Vieceli · Wild
Alessio · Alonso · Archibald · Asencio · Brauße · Brennauer(tot 21/8) · Confalonieri · Eberle · Fidanza · Lach · Nilsson · Salazar · Schweinberger · Seidel · Teutenberg · Vieceli
Ahtosalo · Andersen · Barker · Barnes · Confalonieri · Dideriksen · Berg Edseth · Koerner · Koster · Leth · Lowden · Ludwig · Lutro · Olausson · Bjørndal Ottestad · Ysland
Aalerud · Ahtosalo · Andersen · Anderson · Barker · Beekhuis · Berg Edseth · Boilard · Confalonieri · Dideriksen · Koerner · Koster · Leth · Lowden · Olausson · Bjørndal Ottestad · Ysland
Aalerud · Aasebø · Ahtosalo · Andersen · Anderson · Barker · Beekhuis · Berg Edseth · Boilard · Confalonieri · Gåskjenn · Gjertsen · Greve · Koerner · Koster · Bjørndal Ottestad · Ysland · Zanetti